# Jubaeopsis caffra
Espèce
Classification phylogénétique
Statut de conservation UICN

 VU D2 : Vulnérable
Le Pondococco (Jubaeopsis caffra maintenant appelé J. afra), appelé également palmier du Pondoland, est un palmier de la famille des Arecaceae originaire d'Afrique du Sud, proche, entre autres, du cocotier, des Butia et du Jubaea. Ces genres appartiennent tous à la sous-tribu des Attaleinae de répartition principalement australe. C'est un palmier cespiteux formant de grandes touffes ne dépassant généralement pas 5 mètres de hauteur. C'est l'unique espèce du genre Jubaeopsis.

## Description
- Feuillage : feuilles pennées très semblables à celles du cocotier. Elles atteignent 3 à 4 mètres de hauteur chez les sujets adultes.
- Fruits : petites noix de coco de 2 à 3 cm de diamètre, fibreuses.

## Distribution
- Habitat : l'espèce est endémique du Pondoland, une région d'Afrique du Sud

## Classification
- Famille des Arecaceae
  - Sous-famille des Arecoideae
    - Tribu des Cocoeae
      - Sous-tribu des  Attaleinae

Ce genre partage sa sous-tribu avec neuf autres genres :    Beccariophoenix,  Voanioala ,  Allagoptera,  Attalea,  Butia,  Cocos,  Jubaea, Syagrus   et Parajubaea . 

## Culture
Jubaeopsis est une espèce extrêmement intéressante, tant par sa parenté avec le cocotier et le Jubaea, que par son "histoire" et sa rareté à l'état sauvage. Malheureusement, c'est un palmier très rarement cultivé en Europe, où il ne se rencontre que dans les jardins de quelques amateurs.
L'espèce convient tant aux climats tempérés doux qu'aux jardins tropicaux. Toutefois, sa croissance est lente, et sa résistance au gel très limitée (-2 °C).